# Vista Alegre (metropolitana di Madrid)
Vista Alegre è una stazione della linea 5 della metropolitana di Madrid.
Si trova sotto alla Calle de la Oca, nel distretto di Carabanchel.

## Storia
La stazione fu inaugurata il 6 giugno 1968 con il primo tratto della linea che collegava la stazione di Callao con quella di Carabanchel.
La stazione fu ristrutturata alla fine degli anni novanta per impermeabilizzare le volte e tra il 2003 e il 2004 furono eseguiti ulteriori lavori.

## Accessi
Vestibolo Pinzón
- Pinzón: Calle de la Oca 69

Vestibolo Oca aperto dalle 6:00 alle 21:40
- Oca: Calle de la Oca 43 (angolo con Calle de Eduardo Morales)